# یونایتد سنتر
یونایتد سنتر (انگلیسی: United Center) یک سالن ورزشی سرپوشیده در شهر شیکاگو، ایالات متحده آمریکا است.
این سالن که در سال ۱۹۹۴ تأسیس شده برای مسابقات بسکتبال و هاکی روی یخ و کنسرت‌های موسیقی مورد استفاده قرار می‌گیرد.

## نگارخانه

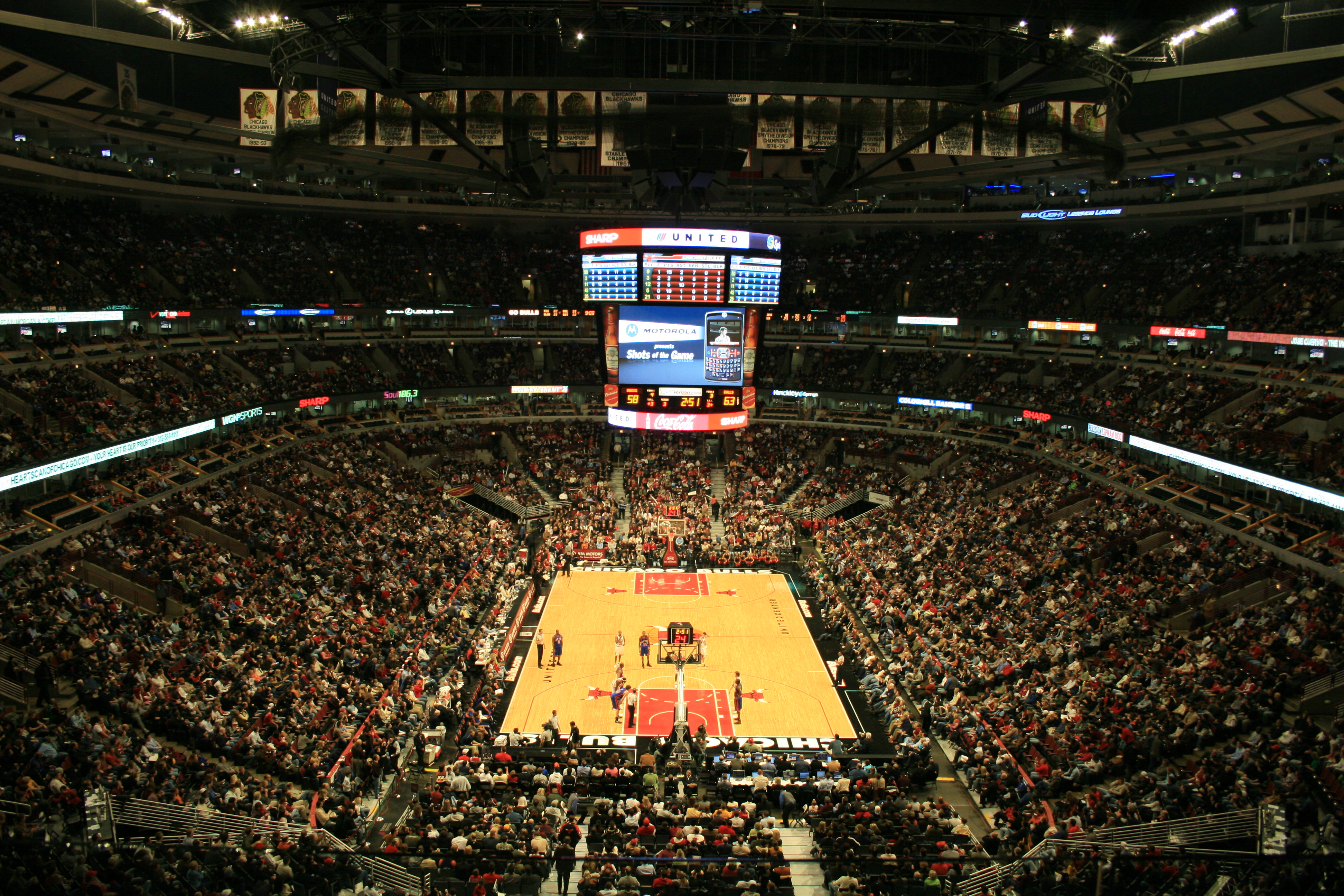
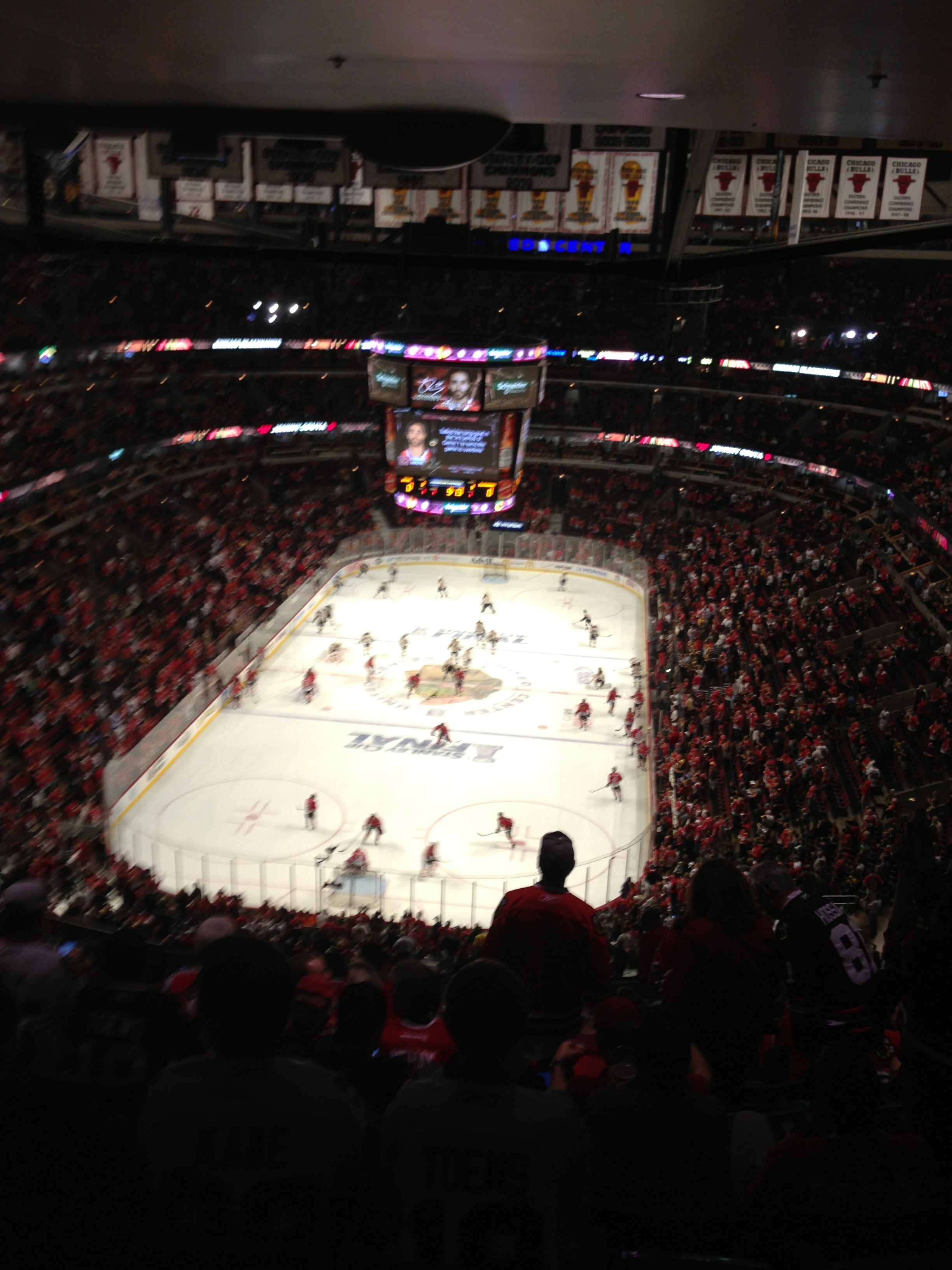
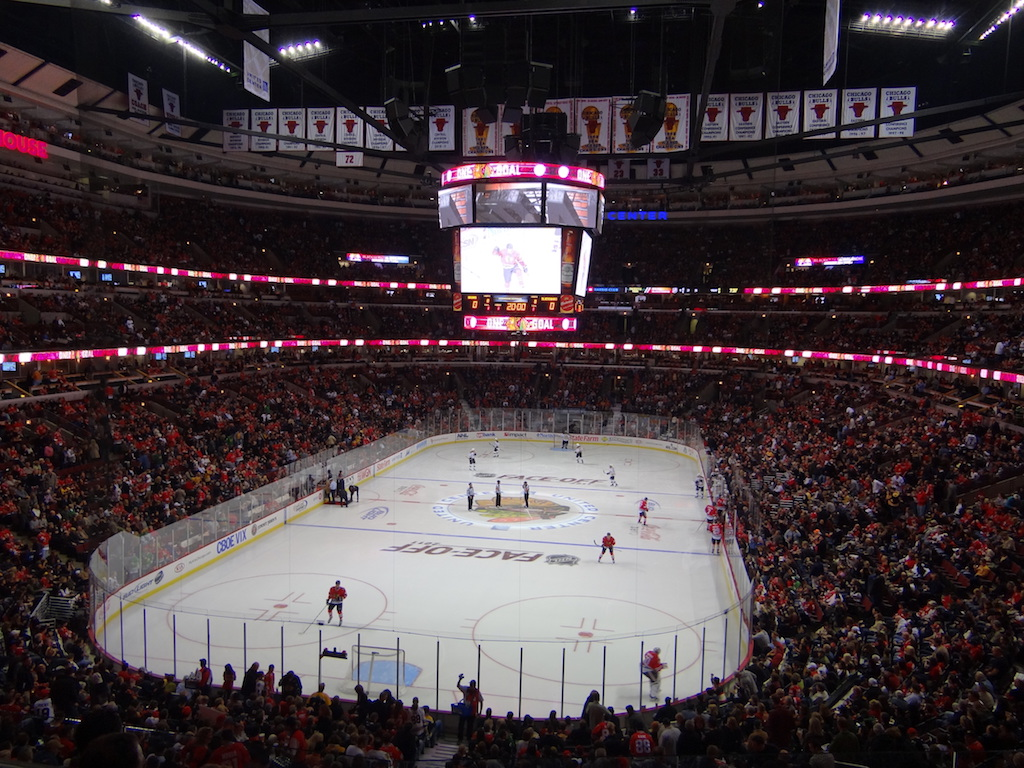
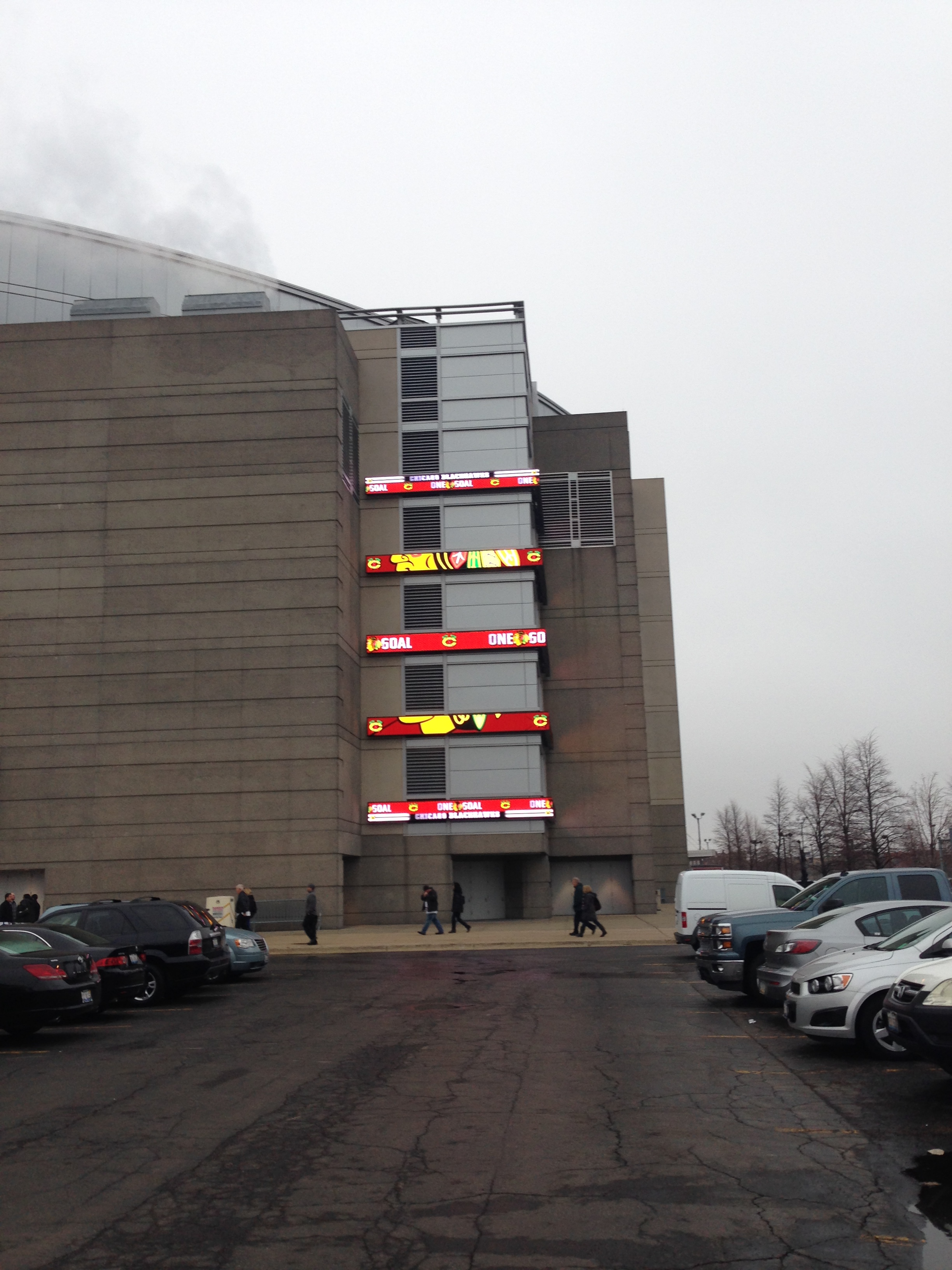
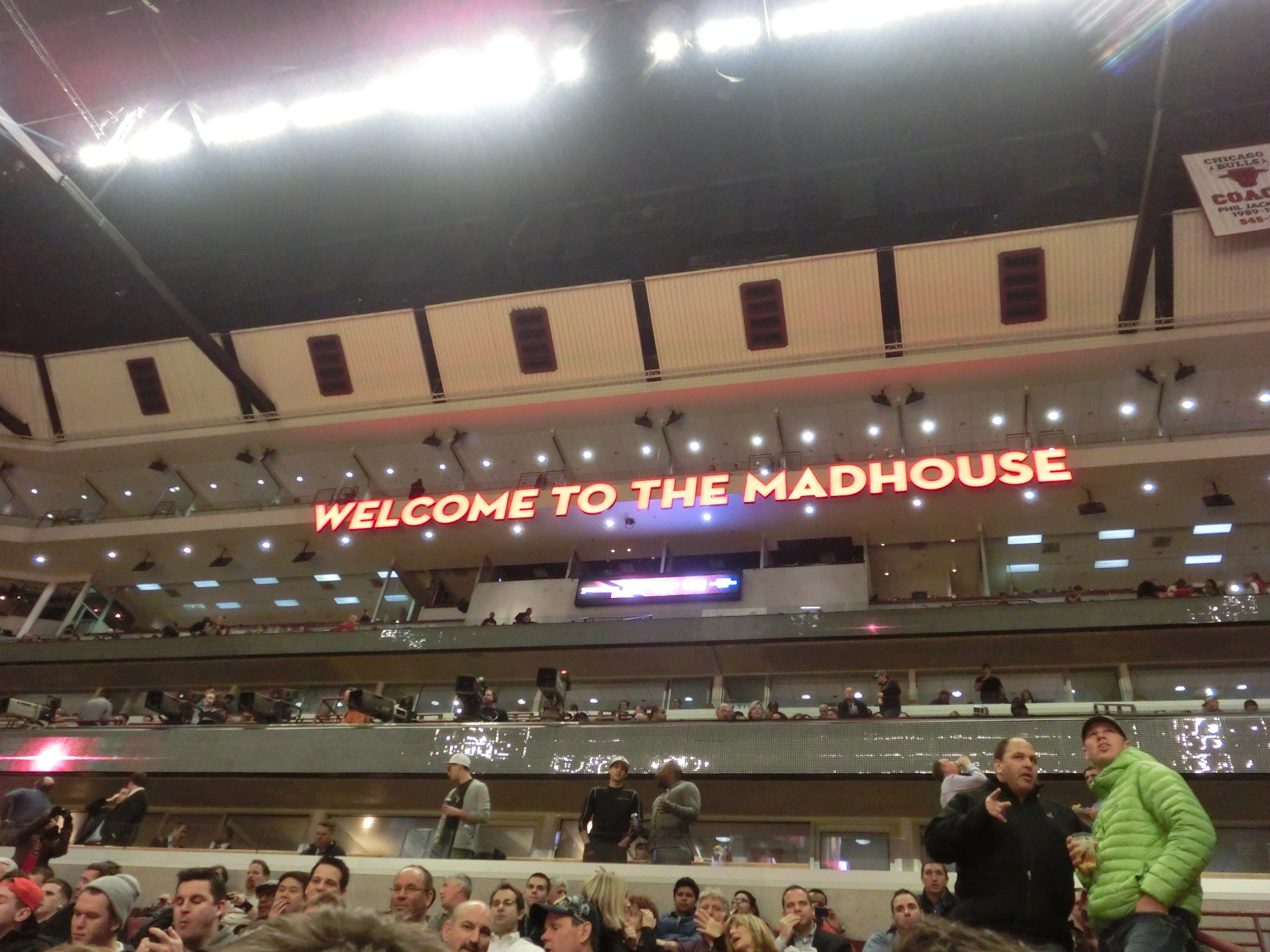